# Verso blanco
El verso blanco, o verso suelto, es un tipo de composición poética que se caracteriza por tener una métrica regular y carecer de rima. En inglés, el verso blanco normalmente ha empleado el pentámetro yámbico.
El primer verso blanco que se conoce en lengua inglesa fue escrito por Henry Howard, conde de Arundel y Surrey, en su traducción de la Eneida (ca. 1554). Puede que Howard estuviese inspirado por el texto latino original al crear este verso, ya que ni el verso latino clásico ni el verso griego utilizaban rima; o puede haber sido inspirado por la forma italiana del verso sciolto, que tampoco contenía rima.
En 1561 Thomas Norton y Thomas Sackville lo introducen en la escena en su tragedia Gorboduc, y fue Christopher Marlowe quien lo popularizó además de establecerlo como el verso preponderante en el drama inglés en la época isabelina, siendo William Shakespeare quien lo elevaría a sus más altas cotas. 
El poema épico El paraíso perdido, de Milton, también está escrito en verso blanco. Después de Milton, los poetas ingleses consideraron que el verso blanco estaba anticuado y favorecieron el uso de las coplas. Algunos poetas románticos ingleses, como por ejemplo William Wordsworth, Percy Bysshe Shelley y John Keats, volvieron a utilizar el verso blanco, revalorizándolo. Poco después, Alfred Tennyson dedicó gran atención al verso blanco, empleándolo, por ejemplo, en su largo poema narrativo The Princess, así como en uno de sus más famosos poemas, Ulysses.
La bylina rusa está escrita también en verso blanco. 
En la literatura en español, el Arte nuevo de hacer comedias en este tiempo, de Lope de Vega, es un ejemplo de composición en verso blanco, en este caso en endecasílabos sin rima.